# NGC 491
NGC 491 là một thiên hà xoắn ốc có rào chắn nằm cách Trái Đất khoảng 161 triệu năm ánh sáng, trong chòm sao Ngọc Phu. NGC 491 được phát hiện bởi nhà thiên văn học John Herschel vào ngày 25 tháng 9 năm 1834.